# 10 My Me
10 My Me (⑩ MY ME!) è il decimo album in studio del gruppo femminile giapponese Morning Musume, pubblicato nel 2010.

## Tracce
Testi e musiche di Tsunku.
1. Moonlight Night (Tsukiyo no Ban da yo) (Moonlight night ～月夜の晩だよ～) – 3:42
2. Kimagure Princess (気まぐれプリンセス) – 4:18
3. Genki Pikappika! (元気ピカッピカッ!) – 4:18
4. Namidacchi (涙ッチ) – 3:38
5. Onna ga Medatte Naze Ikenai (女が目立って なぜイケナイ) – 3:53
6. Ōkii Hitomi (大きい瞳) – 4:43
7. Ano Hi ni Modoritai (あの日に戻りたい) – 4:33
8. Nanchatte Ren'ai (なんちゃって恋愛) – 4:21
9. Osaka Umainen (大阪 美味いねん) – 3:10
10. Loving You Forever – 5:03
11. Shōganai Yume Oibito (しょうがない 夢追い人) – 5:04
12. Ame no Furanai Hoshi de wa Aisenai Darō? (Chūgoku-go Ver.) (雨の降らない星では愛せないだろう? (中国語Ver.)) – 4:17